# كهف غارغاس
كهف غارغاس أو غَرغاس (بالفرنسية: Grottes de Gargas)‏ هو كهف يقع في إقليم 

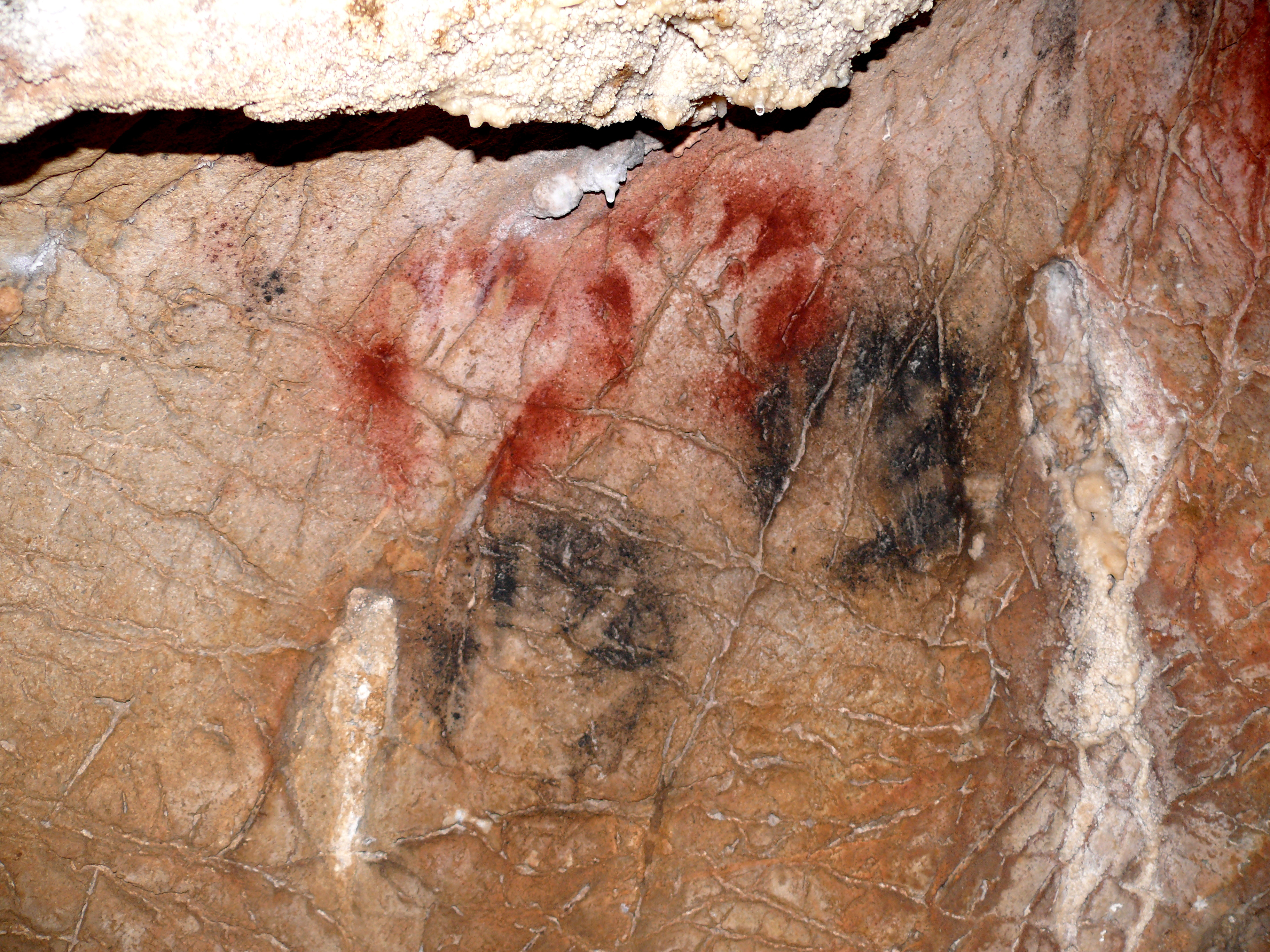
طبعات لراحة اليد على جدار كهف غارغاس

البرانس العليا في منطقة أوسيتاني الفرنسية.
يحوي الكهف رسومات تعود إلى العصر الحجري القديم العلوي قبل حوالي 27 ألف سنة؛ كما عثر فيه أيضاً على طبعات مختلفة لراحة اليد عل الجدران.